# جيرارد لوز جيمس
جيرارد لوز جيمس (بالإنجليزية: Gerard Luz James)‏ هو سياسي أمريكي، ولد في 18 مارس 1953 في الولايات المتحدة. حزبياً، نشط في الحزب الديمقراطي. وقد انتخب نائب حاكم جزر العذراء الأمريكية ‏ (4 يناير 1999 – 6 يناير 2003) وانتخب Senator of the United States Virgin Islands ‏.